# Gia Carangi
Gia Marie Carangi, född 29 januari 1960, död 18 november 1986, var en amerikansk fotomodell under 1970- och 80-talet. Hon anses vara den första supermodellen.
Under sin karriär stod hon modell för modehus så som bland annat Christian Dior, Giorgio Armani, Levi's, Maybelline, Versace och Yves Saint Laurent. 
Carangi blev tidigt heroinberoende och smittades senare av HIV, vilket ledde till en hennes död vid 26 års ålder. Hon var då en av de första kända kvinnor att dö i sjukdomen.

## I Populärkultur
Filmen Gia från 1998 bygger på Carangis liv. Där gestaltas hon av Angelina Jolie. 